# Ejlstrup (Gribskov Kommune)
 For alternative betydninger, se Ejlstrup. (Se også artikler, som begynder med Ejlstrup)
Ejlstrup er en landsby beliggende tæt ved Mårum i Gribskov Kommune i Nordsjælland.

## Historie
Det lokale majeri blev i 1953 købt af virksomheden Boilers og anvendt til anlæggelsen af en kedelfabrik. Fabrikken blev senere overtaget af først Danstål og siden Lemvigh-Müller som producerede armeringsjern på stedet. I august 2015 flyttede Lemvigh Müller produktionen til Køge.

## Erhverv
Det tidligere fabriksområde blev den 1. januar 2015 overtaget af logistikvirksomheden Scan Group. Området er på 10.000 kvadratmeter og omfatter 15 bygninger på mellem 1.600 og 37 kvadratmeter. Virksomheden vil anvende området til et såkaldt transitcenter. Der er også planer om at etablere et iværksættermiljø på arealet under navnene Iværksætterhotellet og Iværksætterfabrikken. Det tidligere teglværk er hjemsted for beton- og mørtelproducenten Wewer.